# جان کریستی (قاتل)
جان کریستی  (به انگلیسی: John Christie یا به‌طور کامل John Reginald Halliday Christie) ، (زاده ۸ آوریل ۱۸۹۹ - اعدام‌شده در ۱۵ ژوئیه ۱۹۵۳) قاتل زنجیره‌ای اهل انگلستان بود. سه سال پس از اعدام تیموتی ایوانس به اتهام قتل همسر و دخترش در خانه وی در شهر لندن، معلوم شد که قتل‌ها توسط جان کریستی انجام شده و او همچنین زنان دیگری را نیز در همان خانه به قتل رسانده‌است. پیش از اعدام جان کریستی، او به قتل خانم ایوانس اعتراف کرد و پژوهش‌های رسمی بعدی نشان داد که دختر خردسال تیموتی ایوانس نیز توسط او به قتل رسیده‌است. به این ترتیب مشخص شد که تیموتی ایوانس بی‌گناه بوده و به اشتباه اعدام شده‌است.